# Ali che non tornano
Ali che non tornano (Q Planes) è un film del 1939, diretto da Tim Whelan. È una storia di ambientazione fantascientifica.

## Trama
Diversi aerei inglesi scompaiono durante i loro voli e dei piloti non vi è alcuna traccia, Tony durante un volo di prova con un nuovo modello viene colpito da un raggio misterioso e fatto prigioniero da un esercito nemico. L'uomo viene portato su di una nave dove ritrova gli altri piloti dati per dispersi.

## Produzione
Il film fu prodotto dalla Irving Asher Productions e venne girato nei Denham Studios di Denham, nel Buckinghamshire.

## Distribuzione
Distribuito dalla Columbia Pictures Corporation, il film fu distribuito nelle sale britanniche e presentato in prima a Londra il 21 febbraio 1939.